# Aneby municipalsamhälle
Aneby municipalsamhälle inrättades inom Bredestads och Bälaryds kommuner i Jönköpings län år 1923. Den 31 december 1924 uppgick folkmängden till 926 personer, varav 812 i Bredestad och 114 i Bälaryd. Vid kommunreformen 1952 lades dessa samman och hela samhället kom att ingå i Bredestads kommun. Befolkningen utgjorde då 1354 personer och ytan 187 ha . 1967 bildades Aneby kommun, vilken fick sitt namn efter municipalsamhället. Detta upplöstes då och orten Aneby blev i stället centralort i kommunen.

## Mandatfördelning i Aneby municipalsamhälle 1962
| 13 | 4 | 3 |

| 18 |